# Boophis guibei
Espèce
Synonymes
- Rhacophorus granulosus Guibé, 1975
- Rhacophorus guibei McCarthy, 1978

Statut de conservation UICN

 LC  : Préoccupation mineure
Boophis guibei est une espèce d'amphibiens de la famille des Mantellidae.

## Répartition
Cette espèce est endémique de Madagascar. Elle se rencontre entre 900 et 1 000 m d'altitude dans l'est de l'île, entre Andasibe et le parc national de Ranomafana et, plus au nord, dans la région de Besariaka.

## Description
Boophis guibei mesure de 35 à 40 mm. Son dos est brun jaune avec des taches noires cerclées de vert clair. Ses membres sont rayés de brun foncé. Ses flancs présentent des taches claires. Son ventre est blanchâtre avec des taches noires au niveau de la gorge. La peau du dos est granuleuse.

## Étymologie
Cette espèce est nommée en l'honneur de Jean Marius René Guibé, herpétologiste français, ayant le premier décrit cette espèce.

## Publications originales
- Guibé, 1975 : Batraciens nouveaux de Madagascar. Bulletin du Museum National d'Histoire Naturelle, sér. 3, Zoologie, vol. 323, p. 1081-1089 (texte intégral).
- McCarthy, 1978 : Un nouveau nom pour remplacer Rhacophorus granulosus Guibé, 1975 (Anura Rhacophoridae). Bulletin du Muséum d'Histoire Naturelle, sér. 3, vol. 514, p. 315.